# Jerzy Sarnecki
Jerzy Sarnecki (ur. 7 lipca 1947 w Warszawie) – kryminolog i socjolog, profesor Uniwersytetu w Sztokholmie.

## Życiorys
Urodzony w rodzinie polskich Żydów, z którą po wydarzeniach marcowych 1968 r. wyemigrował do Szwecji. 
Jako harcerz, a następnie instruktor, w latach 1963–1968 działał w Hufcu Warszawa-Śródmieście ZHP. W Polsce rozpoczął studia geodezji, które przerwał po wydarzeniach marcowych 1968 i wyemigrował wraz z rodziną do Szwecji. 
Ukończył studia na Wydziale Socjologii Uniwersytetu w Sztokholmie uzyskując doktorat w roku 1978. 
W latach 1977–1986 pracował w Szwedzkiej Radzie Narodowej ds. Zapobiegania Przestępczości, 1986–1993 był jej kierownikiem. Od 1993 roku profesor kryminologii na Uniwersytecie Sztokholmskim. 
Sarnecki był także w latach 2000–2005 członkiem Komisji Naukowej Międzynarodowego Stowarzyszenia Kryminologii
W latach 2001–2003 był wiceprzewodniczącym Skandynawskiej Rady ds. Kryminologii. Jest od 2005 r. członkiem Zarządu Międzynarodowego Towarzystwa Kryminologii, a od 2004 r. przewodniczącym Skandynawskiej Rady Kryminologii.
Autor książki „Introduktion till kriminologi”.